# 투레츠카

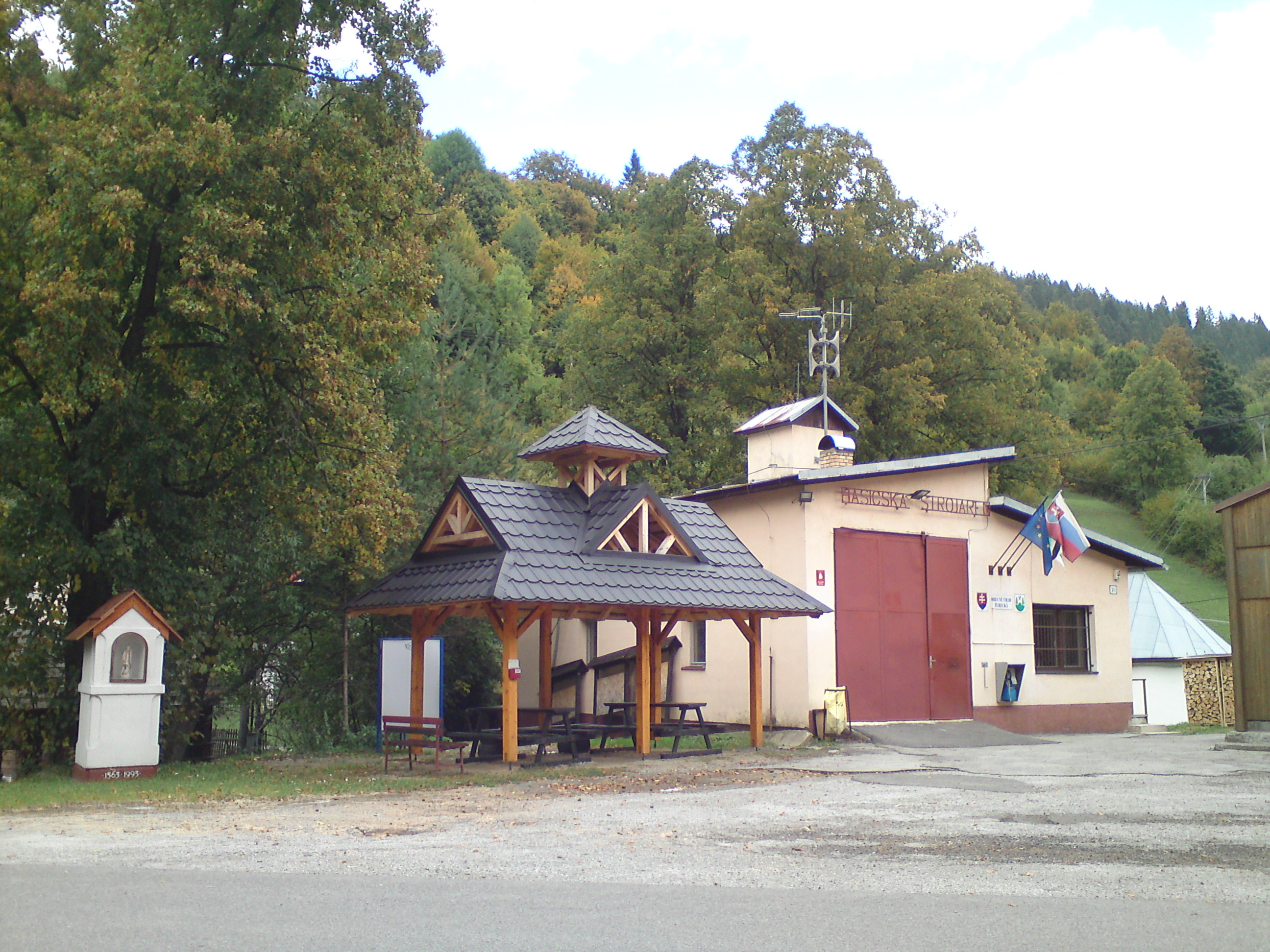

투레츠카(슬로바키아어: Turecká)는 슬로바키아 반스카비스트리차주에 위치한 마을로 면적은 16.26km2, 높이는 610m, 인구는 147명(2011년 기준), 인구 밀도는 9명/km2이다.